# Rebekka Endler
Rebekka Endler (* 1984 in Köln) ist eine deutsche Autorin, Journalistin und Podcasterin.

## Leben
Rebekka Endler wurde in Köln geboren und wuchs zweisprachig (französisch und deutsch) auf – ihre Mutter ist Französin. Als Jugendliche empfahl ihr eine Buchhändlerin regelmäßig Frauen- und Mädchen-Biografien: Wie ihr auffiel, war darunter „nie auch nur ein Buch eines Autors“. 2000/2001 besuchte sie während eines Austauschjahres die High School in Arkansas (USA); zu Abitur und Studium kam sie zurück nach Deutschland und studierte Sozialwissenschaften.

## Themen
Zusammen mit Annika Brockschmidt betreibt Rebekka Endler seit April 2022 den Podcast Feminist Shelf Control, wo sie „Romance Novels lesen und unter einer intersektional feministischen Linse besprechen, aber auch regelmäßig Sonderfolgen zu politischen und gesellschaftlichen relevanten Themen wie Abtreibungsrecht, Gewaltenteilung von Presse und Politik, Weißer Feminismus, oder Rechte Datingapps veröffentlichen.“

## Das Patriarchat der Dinge
Das Patriarchat der Dinge. Warum die Welt Frauen nicht passt erschien 2021 bei DuMont, Köln, wurde ein Bestseller, erzeugte überregionale Aufmerksamkeit und erschien 2022 in polnischer, französischer und türkischer Übersetzung.
Hier verarbeitet Endler unter anderem Alltäglichkeiten und Kindheitserinnerungen, etwa, was sie als Kind in Deutschland bei langen Autofahrten störte: Vater und Bruder konnten sich in den Pausen in der Natur erleichtern, während sich Mutter und Tochter in langen Warteschlangen bei Bezahltoiletten anstellen mussten. Aus diesen Erlebnissen entstand in ihrem Buch offensichtlich das Kapitel Wer pinkelt wo?
Mehrfach äußern Rezensionen zu diesem Buch, dass Rebekka Endlers Schreibstil locker und unterhaltsam sei und ohne Umschweife zur Sache komme: Sie erfasse ihre Umwelt mit einem neuen Blick. Das Wochenmagazin Stern nannte das Buch einen „Augenöffner“ –  und zieht daraus die Erkenntnis, dass (fast) alles, was uns umgibt, die Formung durch den Mann zeige: diese passe den Frauen nicht. In der öffentlichen Vortragsveranstaltung der Universität Bayreuth Eine Uni – ein Buch im Oktober 2022 verglich Rebekka Endler ihr Buch mit einem „Hornhauthobel“ für die Frauen: Frauen entwickelten im Laufe der Zeit körperliche und seelische Druckstellen durch diese Umwelt; Mit der Lektüre ihres Buches könnten diese wieder verringert werden.
Um aus den vielen Rezensionen auch Kritik anzuführen, sei Rolf Löchels Schlusssatz ausgewählt: […] zu Rebekka Endlers Buch zu greifen ist – ungeachtet der angesprochenen Kritikpunkte – nicht verkehrt.

## Auszeichnungen
- 2017: Rias-Preis für die beste Radioreportage: Adoption - White Cop, Black Kids – Von ihrer Gastfamilie in Arkansas. Deutschlandradio Wissen 14. Oktober 2016[12]
- Eine Uni – ein Buch, Ringvorlesung 2022/2023 an der Universität Bayreuth: Dafür gab es ein Preisausschreiben unter deutschen Universitäten, wonach die Universität Bayreuth mit Rebekka Endlers Buch zu den zehn ausgewählten Hochschulen gehörte.
- 2022/2023: Schreibstipendium des Goethe-Instituts für die Kulturakademie Tarabya Istanbul.[1]

## Schriften (Auswahl)
- 2021: Das Patriarchat der Dinge. Warum die Welt Frauen nicht passt. DuMont Köln, ISBN 978-3-8321-8136-9; das Buch erschien bisher (2022) auch in polnischer, französischer und türkischer Übersetzung:
  - Patriarchat rzeczy. Świat stworzony przez mężczyzn dla mężczyzn. Übersetzung: Barbara Bruks. Znak koncept, Kraków, ISBN 978-83-240-8455-5
  - Le patriarcat des objets: Pourquoi le monde ne convient pas aux femmes. Übersetzung: Elisabeth Amerein-Fussler. Dalva Paris, ISBN 978-2-492-59683-4[13]
  - Dolaşırken Rahat Değilseniz Bu Şehir Sizin Şehriniz Değil.[14]
- 2025: Witches, Bitches, It-Girls. Wie patriarchale Mythen uns bis heute prägen, Rowohlt Berlin, ISBN 978-3-498-00740-9[15]